# Jasenovac
 Ovo je glavno značenje pojma Jasenovac. Za druga značenja pogledajte Jasenovac (razdvojba).
Jasenovac je općina u Hrvatskoj, u Sisačko-moslavačkoj županiji.

## Zemljopis
Općina Jasenovac smještena je na krajnjem jugoistočnom dijelu Sisačko-moslavačke županije. To je nizinski prostor kontinentske klime, okružen rijekama Trebežom, Savom, Unom i kanalom Veliki Strug, sa svojih 10 naselja smještenih na 168,5 km2. Gotovo cijelo područje općine nalazi se u Parku prirode Lonjsko polje. Samo naselje Jasenovac udaljeno je 8 km od čvorišta Novska na X. paneuropskom koridoru Posavske autoceste Ljubljana-Bregana-Zagreb-Lipovac.

## Stanovništvo
Po popisu stanovništva iz 2011. godine, općina Jasenovac imala je 1997 stanovnika, Hrvati su činili 91 % stanovništva, raspoređenih u 10 naselja:
- Drenov Bok - 143
- Jasenovac - 780
- Košutarica - 282
- Krapje - 179
- Mlaka - 30
- Puska - 321
- Tanac - 167
- Trebež - 77
- Uštica - 214
- Višnjica - 198

U Sisačko-moslavačkoj županiji najveća je depopulacija stanovništva na području općine Jasenovac u odnosu na 1991. godinu (oko 30 %).
Po popisu stanovništa 1991. godine na području općine živjelo je 3599 stanovnika, dok ih je danas oko manje od 2000. Više od 60 % stanovništva starije je od 60 godina.[nedostaje izvor]
| broj stanovnika | 7482  | 8342  | 8162  | 8595  | 8418  | 8733  | 7877  | 7951  | 5804  | 5825  | 5658  | 4658  | 4117  | 3599  | 2391  | 1997  | 1559  |
|                 | 1857. | 1869. | 1880. | 1890. | 1900. | 1910. | 1921. | 1931. | 1948. | 1953. | 1961. | 1971. | 1981. | 1991. | 2001. | 2011. | 2021. |

| broj stanovnika | 2086  | 2355  | 2468  | 2410  | 2330  | 2365  | 2176  | 2278  | 1394  | 1486  | 1487  | 1289  | 1222  | 1148  | 780   | 653   | 525   |
|                 | 1857. | 1869. | 1880. | 1890. | 1900. | 1910. | 1921. | 1931. | 1948. | 1953. | 1961. | 1971. | 1981. | 1991. | 2001. | 2011. | 2021. |

## Uprava
Načelnica Općine Jasenovac je Marija Mačković (HDZ). Jasenovac je područje posebne državne skrbi.
Općinsko vijeće Jasenovca ima 9 članova.

## Povijest
Tijekom Drugog svjetskog rata u Jasenovcu je djelovao koncentracijski logor.
Početkom Domovinskog rata Jasenovac su okupirali pobunjeni Srbi. Hrvatskim snagama umalo je uspjelo osloboditi Jasenovac. Bilo je to dana kad je izvedeno oslobođanje Bujavice, 14. listopada 1991. Hrvatske su snage uz potporu dva tenka krenule u oslobađanje okupiranog Jasenovca. Srbe su napali dijelovi 1. gardijske brigade „Tigrova“ i borbena skupina HOS-a koji su se probili do samog ulaza u mjesto. Pobunjeni Srbi i JNA uspjeli su se prestrojiti, zaustaviti napad i uz potporu tri tenka JNA zadržati položaje u Jasenovcu.
Jasenovac je oslobođen prvog dana operacije Bljesak, 1. svibnja 1995. Toga dana, malo prije podneva, pripadnici mješovite minobacačke baterije 1. pješadijske bojne 125. brigade, predvođeni Ivicom Čajom ušli su u Jasenovac. Nekoliko trenutaka nakon javljanja nadređenima da pri ulasku nitko nije poginuo, kod pošte je na hrvatske vojnike otvorena vatra, pri čemu je Ivica Čaja ubijen snajperom.

## Gospodarstvo
Povoljan prometni položaj (blizina autoceste, granica s BiH), kao i prirodna bogatstva (šume, savski šljunak) od velikog su značenja za razvoj gospodarstva u općini, no posljedice Domovinskog rata još postoje. Općina Jasenovac ni prije Domovinskog rata nije imala velike industrijske kapacitete. Trenutno se odvijaju radovi na dvije općinske zone, industrijskoj zoni i zoni malih obrta s tržnicom.{{ni}]
Turizam je bitna značajka jasenovačkog gospodarstva.

## Šport
Najpoznatiji je nogometni klub NK Jasenovac, osnovan 1919. godine.
Najuspješniji klub je Jasenovački atletski klub JAK, čiji je član Milan Kotur bio hrvatski reprezentativac.

## Spomenici i znamenitosti
Spomen-područje Jasenovac najveći je spomenik holokausta u Hrvatskoj. Od 2002. godine u stvaranju novog koncepta Spomen područja Jasenovac surađuju stručnjaci iz Hrvatske i inozemstva, uz pomoć Muzeja Holokausta u Washingtonu i Yad Vashema u Jeruzalemu.[nedostaje izvor]
Posavsko selo Krapje, smješteno uz rub Save nedaleko od Jasenovca, proglašeno je selom graditeljske baštine u kojem se svake godine u rujnu obilježava Dan Europske baštine.

## Obrazovanje
- Osnovna škola Jasenovac

## Šport
- NK Jasenovac
- NK Mladost Košutarica
- NK Jedinstvo Drenov Bok
- NK Naprijed Krapje
- NK Sava Puska
- JAK - Jasenovački Atletski Klub

## Vanjske poveznice
- Stranice općine Jasenovac